# Pachavita (ort)
Pachavita är en ort i Colombia.   Den ligger i departementet Cundinamarca, i den centrala delen av landet, 100 km nordost om huvudstaden Bogotá. Pachavita ligger 1 984 meter över havet och antalet invånare är 959.
Terrängen runt Pachavita är bergig norrut, men söderut är den kuperad. Runt Pachavita är det ganska tätbefolkat, med 86 invånare per kvadratkilometer. Närmaste större samhälle är Garagoa, 7,4 km sydost om Pachavita. Omgivningarna runt Pachavita är huvudsakligen savann.